# Frederik Wedel Jarlsberg
 Der er flere personer med dette navn, se Fritz Wedel Jarlsberg.
 Der er flere personer med dette navn, se Frederik Vilhelm Wedel Jarlsberg (1787-1863).
Frederik Vilhelm baron Wedel Jarlsberg (født 7. marts 1724, død 22. februar 1790 i København) var deputeret og forfatter, gehejmekonferensråd og amtmand.
Han fødtes 7. marts 1724 og var søn af Frederik Anton greve Wedel-Jarlsberg. Efter faderens død 1738 sattes han af formynderne i Pædagogiet i Halle og studerede siden i Göttingen. 1741 blev han ansat som fændrik i Grenaderkorpset, forfremmedes året efter til sekondløjtnant, blev 1746 premierløjtnant og tjente 1746-53 som kaptajn i lollandske hvervede Infanteriregiment. 1748 fik han kammerherrenøglen og erholdt 1753 sæde i Højesteret. 1755 blev han Deputeret for Finanserne, men fratrådte, efter 1757 at være blevet udnævnt til gehejmeråd, dette embede 1759, da han atter blev medlem af Højesteret. Ved Carl Adolph von Plessens død 1758 blev Wedel-Jarlsberg medkurator for Vemmetofte Kloster. I sin korte embedstid søgte han at indføre vigtige reformer i klostergodsets bestyrelse. Han gennemførte her ophævelsen af fællesskabet mellem klosteret og Grevskabet Bregentved, lagde planen til et skifte i agerbruget på godserne og virkede for indførelsen af kløverdyrkningen. I sine senere skrifter om landbosagen, der fortrinsvis have gjort Wedel-Jarlsbergs navn bekendt, hentyder han oftere til den virksomhed, han udfoldede på Vemmetofte. Desværre stødte han på forstokket modstand hos medkuratoren Linstow, der var en fjende af alle reformer og ophidsede klosterets øvrige bestyrelse mod ham, hvilket fremkaldte et mod Wedel-Jarlsberg rettet reskript, der foranledigede
denne til at tage sin afsked 1763.
Wedel-Jarlsberg, der 1763 fik det hvide bånd samt enkedronningens orden l'union parfaite, blev 1768 beskikket til amtmand over Aabenraa og Løgumkloster Amter. I april 1772 udnævntes han til overlanddrost i Grevskaberne Oldenborg og Delmenhorst, hvilken post han beklædte indtil mageskiftets afslutning 1773. Han trak sig derefter tilbage fra statstjenesten, fik 1774 titel af gehejmekonferensråd og modtog 1783 Elefantordenen. 1779 købte han for 30000 Rdl. Ravnstrup (Tybjerg Herred), hvor han tog ophold. Af sin nabo og modstander i opfattelsen af landbosagen, Tyge Rothe, roses han som en human godsejer, der fortjener "en Hædrelsens Tribut", skønt der ellers over ham "hvilede Aanden fra gamle lærde Brahers, Rantzauers og Rosenkrantzers Dage".
Wedel-Jarlsberg der, som han udtrykte sig, "i Højesteret havde lært Landets lovlige og i Kammerkollegiet dets Landvæsensforfatning" at kende, beskæftigede sig i sit landlige otium med litterære sysler, især tog han ivrig del i drøftelsen af tidens brændende spørgsmål om Landboreformerne. 1782 udgav han en "Vej ledning til rigtige Begreb om de danske Jordegodsers Indretning i Hovedgaarde og underliggende Hovningsbønder", med to fortsættelser, udkomne 1784-87. Han var den første, der i striden om landboforholdene forsvarede den bestående tingenes orden, og i hans skrift vil man finde fremført alt, hvad der overhovedet kunne siges til fordel for den. Til forsvar for Wedel-Jarlsbergs ensidige og uholdbare påstande kan kun siges, at han som lidenskabelig idealist følte varmt for det patriarkalske forhold og sagens lyse sider. Han var trods sit begrænsede syn personlig en brav og rettænkende mand, der på sin Vis ville bondens og sine undergivnes Vel. Tirret af den heftige modsigelse, hans meninger mødte, forsvarede han dem i senere piecer med yderlig stædighed.
Wedel-Jarlsberg var en mand med mangesidige litterære interesser. 1769 udgav han på tysk et udkast til borgerlige love for jøderne, 1780 en kronologisk-historisk tabel til den ældre og yngre skandinaviske danske historie, 1781 en afhandling Über die ältere scandinavische Geschichte, von den Cimbern und den Gothen. Endnu 1786 udsendte han et lille skrift af religionshistorisk indhold: Versuch der genauesten Uebereinstimmung der biblischen Zeitrechnung mit der Profangeschichte.
Wedel-Jarlsberg afgik ved døden 22. februar 1790 i København. Han havde 19. april 1748 ægtet Charlotte Amalie von Bülow (14. marts 1719 – 1. september 1780 på Ravnstrup), datter af major Frederik von Bülow og Anna Salome f. Westring.